# پوتزوولو دل فریولی
پوتزوولو دل فریولی (به ایتالیایی: Pozzuolo del Friuli) یک کومونه در ایتالیا است که در استان اودینه واقع شده‌است. پوتزوولو دل فریولی ۳۴٫۳ کیلومتر مربع مساحت و ۶٬۸۰۸ نفر جمعیت دارد و ۶۷ متر بالاتر از سطح دریا واقع شده‌است.

## خواهرخوانده
شهر سانتا فیورا خواهر خواندهٔ پوتزوولو دل فریولی هست.